# Parabole de sûreté
 (janvier 2022).
Si vous disposez d'ouvrages ou d'articles de référence ou si vous connaissez des sites web de qualité traitant du thème abordé ici, merci de compléter l'article en donnant les références utiles à sa vérifiabilité et en les liant à la section « Notes et références ».

Enveloppe de sûreté (en rouge) des trajectoires paraboliques. Ces dernières ont leur sommet sur une même ellipse (en bleu).

En physique et en balistique, on désigne par parabole de sûreté la courbe enveloppe de toutes les trajectoires paraboliques possibles d'un corps lancé depuis un point donné avec une vitesse donnée dans un plan vertical d'azimut fixé. Nul point en dehors de cette courbe ne peut être atteint par un projectile ayant cette vitesse initiale : la zone est « sûre », d'où le nom de la courbe.
En coordonnées cartésiennes, cette parabole est décrite par l'équation :
{\displaystyle z=h-{\frac {x^{2}}{4h}}}
où {\displaystyle h={\tfrac {V_{0}^{2}}{2g}}} désigne l'altitude maximale pouvant être atteinte.

## Équations

Parabole de sûreté (en rouge) de trajectoires paraboliques (en noir) dont une seule est tracée. En bleu, lieu des foyers F des trajectoires paraboliques. C est le point de Torricelli de la trajectoire considérée. La droite (OC) passe par le foyer F. La droite est la directrice commune à toutes les trajectoires paraboliques.

Soit un boulet B, lancé à une vitesse initiale {\displaystyle V_{0}} à partir du point O, tombant dans le vide, dans un champ de pesanteur uniforme {\displaystyle g}. Sa trajectoire, dans le plan vertical {\displaystyle (O,V_{0},g)}, est parabolique : 
Et l'équation cartésienne de cette parabole est :
{\displaystyle z(x)=-{\frac {x^{2}}{4h}}\left(1+\tan ^{2}(A)\right)+x\tan(A)}
en notant {\displaystyle A} l'angle de tir (angle entre le vecteur {\displaystyle V_{0}} et l'horizontale), et {\displaystyle h={\tfrac {V_{0}^{2}}{2g}}}, l'altitude maximale atteinte lors d'un tir vertical.
Pour atteindre le point {\displaystyle M(x_{0},z_{0})}, l'artilleur devra choisir la hausse {\displaystyle A} du canon, c'est-à-dire {\displaystyle \tan(A)}, telle que : 
Cette équation étant du second degré en {\displaystyle \tan(A)}, il apparaît donc qu'il y a deux solutions, une solution double ou pas de solution, selon que le discriminant {\displaystyle \Delta } est positif, nul ou négatif. Dans le cas limite, le point {\displaystyle M} est dit se trouver sur la courbe de sûreté (C). On a 
qui se  simplifie et donne l'équation d'une parabole dite de sûreté :
{\displaystyle z_{0}=h-{\frac {x_{0}^{2}}{4h}}}
On obtient {\displaystyle z_{0}=0} lorsque {\displaystyle x_{0}=2h}, distance appelée portée maximale horizontale.
On peut montrer que la trajectoire de chute contacte tangentiellement la courbe (C) en un point C, dit de Torricelli, tel que (OC) est corde focale de la trajectoire parabolique. Ce fait a été remarqué par Torricelli en 1640[réf. nécessaire] et lui a permis de déterminer géométriquement la nature de l'enveloppe.

## Avantage de la citadelle
Un avantage de la citadelle est que ses canons se trouvent à une altitude a = OA au-dessus de la plaine. Les boulets vont pouvoir atteindre un point P tel que x = OP > 2h. Plus précisément, x est tel que {\displaystyle z=-a=h-{\tfrac {x^{2}}{4h}}}, soit x = 2√h(h+a). Par le théorème de Pythagore, AP = 2h + a : la distance entre la citadelle A et le point P de portée maximale est donc la somme de l'altitude a avec la portée maximale 2h lorsque le tir est effectué avec une altitude nulle. Ce résultat étonne souvent par sa simplicité. Similairement, les assaillants devront se rapprocher (il suffit de changer a en -a).  
- Exemple : pour h = 100 m, la portée des canons est de 200 m. Une citadelle située à une altitude a = 50 m aura une portée AP = 250 m. Inversement, les assaillants devront s'approcher à 150 m pour pouvoir atteindre la citadelle.
- Avantage de l'avant-poste : Soit un avant-poste de hauteur O'A' = a'  par rapport à la citadelle, et situé à une distance OO' = b de la citadelle. Le même genre de raisonnement conduit à ce constat simple : la hauteur effective est alors a' + b + a.